# ミラクルユートピア
ミラクルユートピア（欧字名:Miracle Utopia、1931年5月11日生）は日本の競走馬、種牡馬。
4歳春に帝室御賞典を制し、東京優駿大競走（日本ダービー）の本命馬と目されたものの、競走直前の調教中に故障、3戦3勝で引退した。半姉に1933年東京優駿大競走でカブトヤマの2着であったメリーユートピア（父クイツケロ）がいる。中村一雄厩舎に預託され、中村が調教を行い、全3戦にみずから騎乗した。

## 経歴

### デビュー前
1931年5月11日、室蘭市のユートピア牧場で誕生する。
父クラツクマンナン（Clackmannan）は、日本の馬匹改良のため、帝国競馬協会が政府の購買官に嘱託して購入した英国馬である。本馬は、日本に輸入後、政府に寄贈され、日高種馬牧場に繋養された。クラツクマンナンの母は、イギリス牝馬クラシック三冠を達成した名牝、プリティーポリー（Pretty Polly）であった。クラツクマンナンは日本において種牡馬として成功を収め、1933年には、父系別の獲得賞金総額で第一位となっている。母エミール（Emile）は、1929年3月に、馬主の小林国威がオーストラリアから輸入した牝馬であった。
ミラクルユートピアは、1933年秋に東京競馬場の中村一雄騎手兼調教師に預託された。

### 競走馬時代
1934年1月6日に阪神競馬場 （鳴尾）でデビューすると、新呼馬戦、新呼馬優勝戦をともにレコードで圧勝し、優駿の候補馬と評判になった。その後、同年4月の帝室御賞典（東京競馬倶楽部）に出走。5頭立ての競走となったが、前年東京優駿大競走を制してダービー馬となったカブトヤマと、後の東京優駿大競走2着馬のテーモアを破ってレコード勝ちを収めた。
そして、迎えた東京優駿大競走は、ミラクルユートピアや、駿足のフレーモア、テーモアが出走するとあって、出走馬は少なく11頭立てで争われる予定であった。最大の人気を背負い、「ダービーの優勝はまず不動」と見られていたミラクルユートピアであったが、競走当日にアクシデントが発生する。この日の早朝、ミラクルユートピアは、競走前の最終調整として、内馬場のダートコースを軽めに走る調教を行っていたが、第4コーナーで前に少し躓き左前肢を脱臼、骨折してしまった。この「世界のダービー史上でもかつてない不幸な出来ごと」により、ミラクルユートピアは東京優駿大競走を出走取消となったばかりか、競走生命まで絶たれてしまい、そのまま引退となった。本馬が不出場となった競走は、1着から3着までを尾形景造調教師の管理馬が独占する結果となり、優勝馬はフレーモアであった。

### 種牡馬時代
引退後は、室蘭市のユートピア牧場で種牡馬入り。1938年には千葉県の鎌ケ谷村に移り、1944年まで供用された。主要競走を勝った産駒として、フアンタスト（1943年横濱記念秋）、ミツカゼ（1948年目黒記念春）がいる。また、母父としてキヨフジ（母リガーユートピア、1951年優秀牝馬）を出した。自身の出場できなかった日本ダービーにも、ダイユートピア（1940年23着）、アヤニシキ（1947年1番人気4着）、タカフブキ（1948年7着）等5頭の産駒を送り出したが、勝利馬は出なかった。
その他産駒として、マイユートピア、ミラユートピアがいるが、これらは、それぞれミラクルユートピアの母であるエミール、半姉のメリーユートピアとの仔である。

## 競走成績
以下の内容は、『競馬成績書 昭和9年 春季』及び『日本ダービー25年史』に基づく。
| 競走日 | 競走日 | 競走日 | 競馬場 | 競走名     | 距離（馬場）  | 頭数 | 人気 | 着順 | タイム    | 着差    | 騎手     | 斤量 [kg] | 勝ち馬/（2着馬） |
| ------ | ------ | ------ | ------ | ---------- | ------------- | ---- | ---- | ---- | --------- | ------- | -------- | --------- | ---------------- |
| 1934.  | 1.     | 06     | 鳴尾   | 新呼       | 芝1800m（良） | 9    | 1人  | 1着  | R1:54.0/5 | 7馬身   | 中村一雄 | 55        | （セントパーク） |
|        | 1.     | 14     | 鳴尾   | 優勝       | 芝2000m（良） | 6    | 1人  | 1着  | R2:06.0/5 | 9馬身   | 中村一雄 | 55        | （グロリア）     |
|        | 4.     | 15     | 東京   | 帝室御賞典 | 芝2000m（良） | 5    | 1人  | 1着  | R2:07.2/5 | 1/2馬身 | 中村一雄 | 57        | （テーモア）     |
|        | 4.     | 22     | 東京   | 東京優駿   | 芝2400m（不） | 10   | -    | 取消 | -         | -       | -        | -         | フレーモア       |

- タイム欄のRはレコード勝ちを示す

## 種牡馬成績

### 主要競走優勝産駒
- フアンタスト（1943年横濱記念秋）[24]
- ミツカゼ（1948年目黒記念春）[23]

### 母の父としての産駒
- キヨフジ（1951年優駿牝馬）[25]

## 血統表
| ミラクルユートピアの血統                   | ミラクルユートピアの血統                 | ミラクルユートピアの血統                 | （血統表の出典）                         | （血統表の出典） |
| 父系                                       | セントサイモン系                         | セントサイモン系                         | セントサイモン系                         | [ § 2 ]          |
| 父 *クラツクマンナン Clackmannan 1919 鹿毛 | 父の父Lomond 1909 鹿毛                   | Desmond                                  | St.Simon                                 | St.Simon         |
| 父 *クラツクマンナン Clackmannan 1919 鹿毛 | 父の父Lomond 1909 鹿毛                   | Desmond                                  | L'Abbesse de Jouarre                     |                  |
| 父 *クラツクマンナン Clackmannan 1919 鹿毛 | 父の父Lomond 1909 鹿毛                   | Lowland Aggie                            | Alloway                                  | Alloway          |
| 父 *クラツクマンナン Clackmannan 1919 鹿毛 | 父の父Lomond 1909 鹿毛                   | Lowland Aggie                            | Agnes Sarum                              |                  |
| 父 *クラツクマンナン Clackmannan 1919 鹿毛 | 父の母Pretty Polly 1901 栗毛             | Gallinule                                | Isonomy                                  | Isonomy          |
| 父 *クラツクマンナン Clackmannan 1919 鹿毛 | 父の母Pretty Polly 1901 栗毛             | Gallinule                                | Moorhen                                  |                  |
| 父 *クラツクマンナン Clackmannan 1919 鹿毛 | 父の母Pretty Polly 1901 栗毛             | Admiration                               | Saraband                                 | Saraband         |
| 父 *クラツクマンナン Clackmannan 1919 鹿毛 | 父の母Pretty Polly 1901 栗毛             | Admiration                               | Gaze                                     |                  |
| 母 *エミール Emile 1925 青毛               | 母の父Maori King 1906 黒鹿毛             | Merriwee                                 | Bill of Portland                         | Bill of Portland |
| 母 *エミール Emile 1925 青毛               | 母の父Maori King 1906 黒鹿毛             | Merriwee                                 | Etra Weenie                              |                  |
| 母 *エミール Emile 1925 青毛               | 母の父Maori King 1906 黒鹿毛             | Indian Queen                             | Stepniak                                 | Stepniak         |
| 母 *エミール Emile 1925 青毛               | 母の父Maori King 1906 黒鹿毛             | Indian Queen                             | Ranee Nuna                               |                  |
| 母 *エミール Emile 1925 青毛               | 母の母Enileme 1909 鹿毛                  | Gauleon                                  | Gozo                                     | Gozo             |
| 母 *エミール Emile 1925 青毛               | 母の母Enileme 1909 鹿毛                  | Gauleon                                  | Industry                                 |                  |
| 母 *エミール Emile 1925 青毛               | 母の母Enileme 1909 鹿毛                  | Emeline                                  | Osculator                                | Osculator        |
| 母 *エミール Emile 1925 青毛               | 母の母Enileme 1909 鹿毛                  | Emeline                                  | Emeline                                  |                  |
| 母系(F-No.)                                | (FN:C1)                                  | (FN:C1)                                  | (FN:C1)                                  | [ § 3 ]          |
| 5代内の近親交配                            | St. Simon S4 x М5、Nellie, Emily M5 x M5 | St. Simon S4 x М5、Nellie, Emily M5 x M5 | St. Simon S4 x М5、Nellie, Emily M5 x M5 | [ § 4 ]          |
| 出典                                       | 1. 2. 3. 4.                              | 1. 2. 3. 4.                              | 1. 2. 3. 4.                              | 1. 2. 3. 4.      |

- 半妹マリーユートピア（父シアンモア）の仔にフソウ（1954年安田賞、日本経済賞）[30]、孫にサバンナ（別名ガガーリン、1964年キヨフジ記念）[31][32]がいる。